# Municipi de Reforma
El municipi de Reforma és un dels 125 municipis de l'estat mexicà de Chiapas. Es troba a l'extrem nord de l'estat.

## Geografia
El municipi de Reforma es troba localitzat en el nord de l'estat, a la frontera amb l'estat de Tabasco, i forma part de la regió econòmica denominada com a Regió V Nord. Té una extensió de 436 quilòmetres quadrats que representen el 0.59% del territori estatal.
El municipi limita al sud amb el municipi de Juárez. A l'oest, nord i est limita amb l'estat de Tabasco; a l'oest amb el municipi de Huimanguillo, al nord-oest amb el municipi de Cárdenas, al nord amb el municipi de Cunduacán i al nord-est i est amb el municipi de Centro.

## Demografia
D'acord amb els resultats del Cens de Població i Habitatge realitzat el 2020 per l'Institut Nacional d'Estadística i Geografia, la població total del municipi de Reforma és de 44.829 habitants.
La densitat de població del municipi és de 93,31 habitants per quilòmetre quadrat.

### Localitats
En el municipi es troben un total de 33 localitats, les principals de les quals (i llurs censos de 2020) es troben a continuació:
| Localitat              | Població |
| Total Municipi         | 44,829   |
| Reforma                | 29,018   |
| El Carmen (El Limon)   | 2,290    |
| Rafael Pascacio Gamboa | 1,334    |
| Miguel Hidalgo         | 1,124    |
| La Union               | 933      |

## Política

### Representació legislativa
Per a l'elecció de diputats locals al Congrés de l'Estat de Chiapas i de diputats federals a la Cambra de Diputats federal, el municipi de Reforma es troba integrat en els següents districtes electorals:
Local:
- Districte electoral local 12 de Chiapas amb capçalera a Pichucalco.[3]

Federal:
- Districte electoral federal 4 de Chiapas amb capçalera en Pichucalco.[4]